# Aldealengua (kommunhuvudort)
Aldealengua är en kommunhuvudort i Spanien. Den ligger i provinsen Provincia de Salamanca och regionen Kastilien och Leon, i den centrala delen av landet, 170 km väster om huvudstaden Madrid. Aldealengua ligger 785 meter över havet och antalet invånare är 561.
Terrängen runt Aldealengua är huvudsakligen platt. Aldealengua ligger nere i en dal. Runt Aldealengua är det ganska glesbefolkat, med 21 invånare per kvadratkilometer. Närmaste större samhälle är Salamanca, 9,7 km väster om Aldealengua. Trakten runt Aldealengua består till största delen av jordbruksmark.